# Йохан Мориц (Насау-Зиген)
Йохан Мориц фон Насау-Зиген (на нидерландски: Johan Maurits van Nassau-Siegen; на немски: Johann Moritz von Nassau-Siegen, „Der Brasilianer“; * 18 юни 1604, дворец Диленбург; † 20 декември 1679, Берг ин тал, днес в Хау), наричан „Бразилеца“, е нидерландски фелдмаршал, граф на Насау, от 1652 г. имперски княз, от 1674 до 1679 г. княз на Насау-Зиген.

## Биография
Той е най-възрастният син на граф Йохан VII фон Насау-Зиген „Средния“ (1561 – 1623) и втората му съпруга принцеса Марагрета фон Шлезвиг-Холщайн-Зондербург-Пльон (1583 – 1658), дъщеря на Йохан Млади фон Шлезвиг-Холщайн-Зондербург, третият син на крал Христиан III от Дания. Неговият дядо е граф Йохан VI фон Насау-Диленбург Млади, братът на Вилхелм Орански. Наследник на баща му през 1623 г. е по-големият му полубрат Йохан VIII „Млади“.
Йохан Мориц започва през 1621 г. служба на републиката на Обединена Нидерландия. През 1636 г. е номиниран за генерал-губернатор на собственостите на Нидерландската западноиндийска компания в Бразилия (Нидерланска Бразилия), завладява с малка войска голяма част от страната и я управлява много добре (1637 – 1644). В Бразилия той основава две селища, които са наречени на него.
През 1644 г. той се връща в Холандия, става губернатор на Везел и генерал на конницата. Неговият приятел курфюрст Фридрих Вилхелм го назначава през 1649 г. за свой щатхалтер в Клеве и Марк, от 1658 г. също и в Минден. През 1652 г. император Фердинанд III издига граф Йохан Мориц на имперски княз и през 1652 г. като херенмайстор на „Ордена на Йоанитите“ на Бранденбург (1652 – 1679). Той строи дворци, почитател е на изкуството.
През 1658 г. Йохан Мориц е бранденбургски пратеник при избора на император Леополд I във Франкфурт. През 1665 г. получава командването на холандските войски против Мюнстер (Вестфалия), през 1671 г. става първият фелдмаршал на Нидерландия, командва холандците във войната против Луи XIV (1672 – 1674).
През 1668/69 г. той основава княжеската гробница в Зиген за себе си и неговите наследници. Йохан Мориц става през 1674 г. губернатор на Утрехт и през 1676 г. се оттегля в частния си живот. През 1674 г. той последва по-малкия си брат граф Георг Фридрих като княз на Насау-Зиген.
Йохан Мориц умира на 20 декември 1679 г. в Берг и Тал при Клеве и е погребан на 24 ноември 1680 г. в княжеската гробница в Зиген. Неговият дворец Морициус е в Хага. Княз Йохан Мориц фон Насау-Зиген не се жени и е бездетен.

## Галерия
- Йохан Мориц фон Насау
- Княз Йохан Мориц
- Йохан Мориц фон Насау-Зиген
- Бразилският герб на Йохан Мориц
- Гербът на Йохан Мориц фон Насау в Ордена на Йоанитите в Бранденбург
- Дворец Морициус (1640) в Хага